# La luz del ritmo
La luz del ritmo es el décimo álbum de estudio del grupo argentino Los Fabulosos Cadillacs, lanzado el 30 de octubre de 2008. Según la entrevista hecha con la cadena MTV Latinoamérica han titulado al disco así, porque el ritmo es como la luz, que cuando ellos están tocando el ritmo está rebotando por todos lados. Este disco es el primer disco que grabaron después de la separación en el año 2002 (sin contar su unión en el año 2006 para el homenaje a Andrés Calamaro). Consta de trece canciones, de las cuales cinco son nuevas, seis son versiones nuevas de canciones de otros discos, y dos son versiones de otros artistas.
El disco incluye el tema "Nosotros egoístas", el cual es un homenaje al antiguo percusionista de Los Fabulosos Cadillacs, Gerardo "Toto" Rotblat (que falleció el 28 de marzo de 2008).
En la esperada reunión de Los Fabulosos Cadillacs, el único integrante que no volvió fue Ariel Minimal dado que no era fundador. El disco se encuentra en dos versiones: CD solo y CD más DVD. Los Fabulosos Cadillacs comienzan una gira mundial, que empezó el 5 de noviembre por la Ciudad de México, incluyendo 50 shows en toda América Latina, Estados Unidos y España.

## Lista de canciones
1. "La luz del ritmo" (Flavio Cianciarulo) (Tema Nuevo)
2. "Mal bicho" (Flavio Cianciarulo)
3. "Flores" (Flavio Cianciarulo) (Tema Nuevo)
4. "Padre nuestro" (Vicentico) (Con Pablo Lescano)
5. "Nosotros egoístas" (Flavio Cianciarulo) (Tema Nuevo)
6. "Hoy" (Vicentico) (Tema Nuevo)
7. "Should I Stay Or Should I Go" (Joe Strummer - Mick Jones) (versión de The Clash)
8. "El genio del dub" (Sergio Rotman - Fernando Ricciardi – Flavio Cianciarulo – Vicentico)
9. "Basta de llamarme así" (Vicentico)
10. "El fin del amor" (Sergio Rotman) (Tema Nuevo)
11. "Muy, muy temprano" (Vicentico - Flavio Cianciarulo)
12. "Wake up and make love with me" (Ian Dury - Chas Jankel) (versión de Ian Dury and the Blockheads)
13. "Los condenaditos" (Vicentico – Gerardo Rotblat)